# Vlad
Vlad – francuskojęzyczna seria komiksowa autorstwa scenarzysty Yves’a Swolfsa i rysownika Ernera Goelena tworzącego pod pseudonimem Griffo, wydawana w latach 2000–2006 przez belgijskie wydawnictwo Le Lombard. Po polsku ukazały się cztery tomy serii nakładem wydawnictwa Egmont Polska.

## Streszczenie
Vlad to sensacyjno-futurystyczna seria, rozgrywająca się w ogarniętej chaosem Rosji XXI wieku, która targana jest walkami pomiędzy mafijnymi bossami, przekupnymi politykami i islamskimi ekstremistami. Vlad, weteran wojenny, zostaje spadkobiercą fortuny swej zmarłej matki. Jest tylko jeden warunek: musi znaleźć swego zaginionego brata bliźniaka, o którym wiadomo, że zniknął z mafijnymi pieniędzmi i walizką zawierającą ważne dokumenty.

## Tomy
| Tom | Tytuł i rok wydania polskiego | Tytuł i rok wydania oryginalnego |
| --- | ----------------------------- | -------------------------------- |
| 1   | Igor, mój brat (2002)         | Igor, mon frère (2000)           |
| 2   | Władca Nowianki (2003)        | Le Maître de Novijanka (2001)    |
| 3   | Czerwona strefa (2003)        | Zone Rouge (2001)                |
| 4   | Ostatnia szansa (2004)        | Dernière issue (2002)            |
| 5   |                               | Taïga (2003)                     |
| 6   |                               | Opération déluge (2004)          |
| 7   |                               | 15 Novembre (2006)               |